# Discocyathus
Genre
Discocyathus est un genre éteint de coraux durs de la famille des Caryophylliidae.

## Liste d'espèces
Ce genre éteint ne comprend aucune espèce.